# Артур Машадо
Артур Машадо (порт. Arthur Machado, 1 січня 1909, Нітерой — 20 лютого 1997) — бразильський футболіст, що грав на позиції захисника, зокрема, за клуби «Португеза Деспортос» та «Флуміненсе», а також національну збірну Бразилії.
П'ятиразовий переможець Ліги Каріока. 

## Клубна кар'єра
У футболі дебютував 1927 року виступами за команду «Португеза Деспортос», в якій провів сім сезонів. 
Своєю грою за цю команду привернув увагу представників тренерського штабу клубу «Флуміненсе», до складу якого приєднався 1935 року. Відіграв за команду з Ріо-де-Жанейро наступні сім сезонів своєї ігрової кар'єри.
Протягом 1943—1944 років захищав кольори команди клубу «Рібейран-Прету».
Завершив професійну ігрову кар'єру у клубі «Жувентус» (Сан-Паулу), за команду якого виступав протягом 1945 року.
| Дата       | Місто          | Господарі | Результат | Гості          | Турнір                | Голи | Примітки |
| ---------- | -------------- | --------- | --------- | -------------- | --------------------- | ---- | -------- |
| 05-06-1938 | Страсбур       | Бразилія  | 6 – 5     | Польща         | ЧС 1938 - 1/8 фіналу  | -    |          |
| 12-06-1938 | Бордо          | Бразилія  | 1 – 1     | Чехословаччина | ЧС 1938 - чвертьфінал | 1    |          |
| 16-06-1938 | Марсель        | Італія    | 2 – 1     | Бразилія       | ЧС 1938 - півфінал    | -    |          |
| 19-06-1938 | Бордо          | Бразилія  | 4 – 2     | Швеція         | ЧС 1938 - за 3 місце  | -    |          |
| 15-01-1939 | Ріо-де-Жанейро | Бразилія  | 1 – 5     | Аргентина      | Копа Рока             | -    |          |
| 31-03-1940 | Ріо-де-Жанейро | Бразилія  | 1 – 1     | Уругвай        | Копа Ріо Бранко       | -    |          |
| Усього     |                | Матчів    | 6         |                | Голів                 | 1    |          |

Помер 20 лютого 1997 року на 89-му році життя.

## Титули і досягнення
- Переможець Ліги Каріока (5):

«Флуміненсе»: 1936, 1937, 1938, 1940, 1941
- Бронзовий призер чемпіонату світу: 1938